# Giorgio Ambrosoli
Giorgio Ambrosoli (Milano, 17 ottobre 1933 – Milano, 11 luglio 1979) è stato un avvocato italiano.
Nominato commissario liquidatore della Banca Privata Italiana e delle attività finanziarie del banchiere Michele Sindona, fu assassinato l'11 luglio 1979 da un sicario ingaggiato dallo stesso Sindona.

## Biografia

### Origini e formazione
Nato da una famiglia borghese di forte impronta cattolica e conservatrice, figlio dell'avvocato Riccardo Ambrosoli (impiegato all'ufficio legale della Cassa di Risparmio delle Provincie Lombarde) e Piera Agostoni, dopo aver ricevuto "un'educazione fondata su una robusta fede cattolica", frequentando il Liceo - Ginnasio Alessandro Manzoni di Milano, Ambrosoli si lega a un gruppo di studenti monarchici e finisce per militare nell'Unione Monarchica Italiana. Seguendo le orme del padre, nel 1952, si iscrive alla facoltà di Giurisprudenza dell'Università degli Studi di Milano e, dopo il conseguimento della laurea nel 1958, con una tesi in diritto costituzionale sul Consiglio Superiore della Magistratura e l'esame da procuratore, inizia l'attività professionale nello studio dell'avvocato Cetti Serbelloni.
Nel 1962 sposa, nella chiesa di San Babila a Milano, Anna Lorenza Gorla, per tutti Annalori. Dal matrimonio nasceranno tre figli: Francesca (nel 1968), Filippo (1969-2009) e Umberto (nel 1971). Dopo alcuni anni di attività, nel 1964, inizia a specializzarsi nel settore fallimentare delle liquidazioni coatte amministrative e viene chiamato a collaborare con i commissari liquidatori della Società Finanziaria Italiana.

### Il crack della Banca Privata

Giorgio Ambrosoli

Nel settembre 1974 fu nominato dall'allora governatore della Banca d'Italia Guido Carli commissario liquidatore della Banca Privata Italiana, guidata sull'orlo del crack finanziario dal banchiere siciliano Michele Sindona, al fine di esaminarne la situazione economica prodotta dall'intricato intreccio tra politica, alta finanza, massoneria e criminalità organizzata siciliana.
I sospetti sulle attività del banchiere siciliano nascono già nel 1971, quando la Banca d'Italia inizia a investigare sulle attività di Sindona nel tentativo di evitare il fallimento degli istituti di credito da lui gestiti: la Banca Unione e la Banca Privata Finanziaria. L'allora governatore Guido Carli, chiaramente motivato dalla volontà di non provocare il panico nei correntisti, decide quindi di accordare un prestito concesso a Sindona dal Banco di Roma, anche in virtù della benevolenza del suo terzo amministratore delegato Mario Barone, cooptato dalla Democrazia Cristiana modificando appositamente lo statuto della banca stessa, che prevedeva solo due amministratori delegati: nel caso specifico, Ventriglia e Guidi.
Tale prestito fu accordato con tutte le modalità e transazioni necessarie e fu incaricato il direttore centrale del Banco di Roma, Giovanbattista Fignon, di occuparsi della vicenda. Le banche di Sindona vennero fuse e prese vita la Banca Privata Italiana di cui Fignon divenne vicepresidente ed amministratore delegato. Contro tutte le aspettative, Fignon andò a Milano a rivestire la carica e comprese immediatamente la gravità della situazione. Stese numerose relazioni, ricostruì le operazioni gravose e il sistema societario messi in piedi da Sindona e dai suoi collaboratori e ne ordinò l'immediata sospensione. In effetti Sindona, falsificando le scritture contabili e usando la Fasco AG come uno schermo per le sue avventure finanziarie, aveva usato indebitamente la liquidità depositata presso le due Banche milanesi (Banca unione e Banca privata finanziaria) che all'epoca in cui venne nominato Ambrosoli erano state da poco fuse - anche se solo sul piano formale - nella Banca privata italiana, come mostra la Prima relazione del commissario liquidatore redatta da Ambrosoli nel 1975.
Nel settembre del 1974, Fignon consegnò a Giorgio Ambrosoli la relazione sullo stato della Banca. Fignon continuò nel suo operato, tanto da essere citato anche nelle agende dell'avvocato Ambrosoli, che nulla poteva immaginare di ciò che sarebbe seguito.

### Le minacce e le pressioni
In questo ruolo, Ambrosoli assunse la direzione della banca e si trovò ad esaminare tutta la trama delle articolatissime operazioni che il finanziere siciliano aveva intessuto, principiando dalla controllante società "Fasco", l'interfaccia fra le attività palesi e quelle occulte del gruppo. Nel corso dell'analisi svolta dall'avvocato emersero le gravi irregolarità di cui la banca si era macchiata e le numerose falsità nelle scritturazioni contabili, oltre alle rivelazioni dei tradimenti e delle connivenze di ufficiali pubblici con il mondo opaco della finanza di Sindona.
Contemporaneamente a questa opera di controllo Ambrosoli cominciò ad essere oggetto di pressioni e di tentativi di corruzione. Queste miravano sostanzialmente a ottenere che avallasse documenti comprovanti la buona fede di Sindona. Se si fosse ottenuto ciò lo Stato Italiano, per mezzo della Banca d'Italia, avrebbe dovuto sanare gli ingenti scoperti dell'istituto di credito. Sindona, inoltre, avrebbe evitato ogni coinvolgimento penale e civile.
Ambrosoli non cedette, sapendo di correre notevoli rischi. Nel 1975 indirizzò una lettera alla moglie in cui scrisse:
è il 25.2.1975 e sono pronto per il deposito dello stato passivo della B.P.I., atto che ovviamente non soddisferà molti e che è costato una bella fatica. Non ho timori per me perché non vedo possibili altro che pressioni per farmi sostituire, ma è certo che faccende alla Verzotto e il fatto stesso di dover trattare con gente dì ogni colore e risma non tranquillizza affatto. È indubbio che, in ogni caso, pagherò a molto caro prezzo l'incarico: lo sapevo prima di accettarlo e quindi non mi lamento affatto perché per me è stata un'occasione unica di fare qualcosa per il paese.
Ricordi i giorni dell'Umi, le speranze mai realizzate di far politica per il paese e non per i partiti: ebbene, a quarant'anni, di colpo, ho fatto politica e in nome dello Stato e non per un partito. Con l'incarico, ho avuto in mano un potere enorme e discrezionale al massimo ed ho sempre operato - ne ho la piena coscienza - solo nell'interesse del paese, creandomi ovviamente solo nemici perché tutti quelli che hanno per mio merito avuto quanto loro spettava non sono certo riconoscenti perché credono di aver avuto solo quello che a loro spettava: ed hanno ragione, anche se, non fossi stato io, avrebbero recuperato i loro averi parecchi mesi dopo.
I nemici comunque non aiutano, e cercheranno in ogni modo di farmi scivolare su qualche fesseria, e purtroppo, quando devi firmare centinaia di lettere al giorno, puoi anche firmare fesserie. Qualunque cosa succeda, comunque, tu sai che cosa devi fare e sono certo saprai fare benissimo. Dovrai tu allevare i ragazzi e crescerli nel rispetto di quei valori nei quali noi abbiamo creduto [... ] Abbiano coscienza dei loro doveri verso se stessi, verso la famiglia nel senso trascendente che io ho, verso il paese, si chiami Italia o si chiami Europa. Riuscirai benissimo, ne sono certo, perché sei molto brava e perché i ragazzi sono uno meglio dell'altro. Sarà per te una vita dura, ma sei una ragazza talmente brava che te la caverai sempre e farai come sempre il tuo dovere costi quello che costi [...]
Giorgio»
Nel corso dell'indagine emerse, inoltre, la responsabilità di Sindona anche nei confronti di un'altra banca, la statunitense Franklin National Bank, le cui condizioni economiche erano ancora più precarie. L'indagine, dunque, vide coinvolta non solo la magistratura italiana, ma anche l'FBI. Ai tentativi di corruzione fecero presto seguito minacce esplicite. Malgrado ciò, Ambrosoli confermò la necessità di liquidare la banca e di riconoscere la responsabilità penale del banchiere. Nella sua indagine sulla banca di Sindona, Ambrosoli poté contare solo su Ugo La Malfa come referente politico, mentre il maresciallo della Guardia di Finanza Silvio Novembre gli fece da guardia del corpo.
Nonostante le minacce di morte, infatti, ad Ambrosoli non fu accordata alcuna protezione da parte dello Stato. In Bankitalia, poté contare sul sostegno di Paolo Baffi, il governatore, e di Mario Sarcinelli, capo dell'Ufficio Vigilanza, ma solo fino al marzo del 1979, quando entrambi furono incriminati per favoreggiamento personale e interesse privato in atti d'ufficio nel corso di un'inchiesta della magistratura romana: entrambi furono però integralmente prosciolti in istruttoria soltanto nel 1981. Baffi si dimise il 16 agosto 1979, lasciando l'incarico di Governatore a Carlo Azeglio Ciampi, mentre per Sarcinelli fu eseguito il mandato di arresto in carcere. Silvio Novembre, il maresciallo della Guardia di Finanza che fu stretto collaboratore e amico di Ambrosoli, parlerà "dell'isolamento nel quale eravamo costretti a vivere".
In questo periodo Ambrosoli ricevette una serie di telefonate intimidatorie anonime nelle quali il suo interlocutore, indicato da Ambrosoli con il termine convenzionale di "picciotto", per via del suo accento siciliano, gli intima, via via sempre più in maniera esplicita, di ritrattare la sua testimonianza resa ai giudici statunitensi che indagavano sul crack della Franklin National Bank, fino a minacciarlo di morte. Solo nel 1997, nell'ambito del processo al senatore Giulio Andreotti, a Palermo, grazie alle rivelazioni del pentito Angelo Siino, l'autore delle telefonate anonime fu identificato in Giacomo Vitale, massone e uomo d'onore, nonché cognato del boss mafioso Stefano Bontate, il quale poi scomparve misteriosamente inghiottito dalla "lupara bianca" nel luglio 1989. In un clima di tensione e di pressioni anche politiche molto forti, Ambrosoli concluse la sua inchiesta. Avrebbe dovuto sottoscrivere una dichiarazione formale il 12 luglio 1979.
Pochi giorni prima di essere ucciso, Ambrosoli incontrò nel suo studio il commissario Boris Giuliano (anche lui assassinato poche settimane dopo), capo della squadra mobile di Palermo che stava indagando sul riciclaggio dei dollari provenienti dal traffico di droga compiuto dalla mafia italo-americana. L'esistenza dell'incontro è testimoniata da un collaboratore di Ambrosoli, l'ex maresciallo della Guardia di Finanza Orlando Gotelli (che in un primo momento la negò) e indirettamente dall’avvocato Giuseppe Melzi, legale dei creditori delle banche di Sindona, e dall'agente americano della DEA Charles Tripodi, in quel periodo collaboratore nelle indagini di Giuliano.

### L'omicidio
La sera dell'11 luglio 1979, rincasando dopo una serata trascorsa con amici, Ambrosoli fu avvicinato sotto il portone della sua casa, in via Morozzo della Rocca 1, da uno sconosciuto. Questi si scusò e gli esplose contro quattro colpi di 357 Magnum. A ucciderlo fu il malavitoso italo-americano William Joseph Aricò, detto «Bill lo sterminatore», già condannato per rapina, omicidio e sequestro di persona. Il killer fu pagato da Sindona con 25 000 dollari in contanti ed un bonifico di altri 90 000 dollari su un conto bancario svizzero; a mettere in contatto Aricò con Sindona era stato il suo complice Robert Venetucci (un trafficante di eroina legato a Cosa Nostra americana) mentre, nei pedinamenti ad Ambrosoli per preparare l'omicidio, Aricò era stato accompagnato da Giacomo Vitale, l'autore delle telefonate anonime.
Nessuna autorità pubblica presenziò ai funerali di Ambrosoli, ad eccezione di Paolo Baffi, all'epoca Governatore della Banca d'Italia.

## Le indagini giudiziarie
Giulio Andreotti: "Questo è difficile, non voglio sostituirmi alla polizia o ai giudici, certo è una persona che in termini romaneschi 'se l'andava cercando'".»
(Intervista a La storia siamo noi, 8 settembre 2010)
Le indagini sull'omicidio Ambrosoli furono condotte dai giudici istruttori Gherardo Colombo e Giuliano Turone (i quali, indagando su Sindona, scoprirono a Castiglion Fibocchi gli elenchi segreti degli affiliati alla loggia massonica P2) e si basarono in gran parte sulla testimonianza di un ex trafficante di droga, Henry Hill (diventato testimone dell'FBI, sulla cui vita reale si basò il famoso film di Martin Scorsese del 1990, Quei bravi ragazzi), che era stato dal 1974 al 1977 compagno di cella di Aricò nel penitenziario di Lewisburg insieme a Robert Venetucci; Hill affermò di aver venduto una pistola ad Aricò, il quale gli avrebbe confidato che l'arma gli serviva per uccidere Ambrosoli su incarico di Sindona.
Il 19 febbraio 1984, Aricò morì in circostanze poco chiare mentre attendeva l'estradizione in Italia per il processo: precipitò mentre tentava di calarsi con alcune lenzuola annodate da una finestra del Metropolitan Correctional Center di Manhattan, dove si trovava detenuto.

Michele Sindona e Robert Venetucci alla sbarra durante il processo per l'omicidio Ambrosoli.

Il 18 marzo 1986, a Milano, Michele Sindona e l'italo-americano Robert Venetucci furono condannati all'ergastolo per l'uccisione dell'avvocato. Restano invece ancora sconosciuti i mandanti, sebbene sia stata più volte accreditata l'ipotesi di Giulio Andreotti.
Nell'intervista resa al giornalista Nick Tosches e nel corso dei vari processi, Sindona negò sempre di essere il mandante dell'omicidio, asserendo che esso, avvenuto al termine degli accertamenti, sarebbe stato per lui inutile e controproducente, mentre avrebbe tratto vantaggio da una disamina critica della deposizione di Ambrosoli e dei suoi accertamenti. Il banchiere additò nel suo collaboratore infedele Carlo Bordoni il vero mandante dell'omicidio, commesso per coprire le sue responsabilità nello storno di fondi sindoniani verso suoi conti personali dell'UBS e per ragioni personali di odio verso il suo vecchio superiore. L'avvocato di Sindona, Robert Costello, ottenne poi da George Gregory Korkola, detenuto del Green Haven Correctional Facility di Stormville a New York, una dichiarazione in cui attestava di aver saputo da Aricò stesso di essere stato l'assassino di Ambrosoli, ma che Sindona non c'entrava nulla, anche se - a suo avviso - quell'omicidio gli aveva fatto piacere. Lo stesso Aricò ammise la sua responsabilità e quella di Sindona dinanzi agli inquirenti americani il 16 luglio 1982 - con atti che furono poi utilizzati anche in Italia - ma poi fece sapere a Costello, tramite il proprio legale, di essere stato indotto a tali testimonianze. In un interrogatorio fattogli da Costello alla presenza del suo legale, Aricò dichiarò che Sindona non c'entrava nulla con il delitto Ambrosoli (giugno 1983). Tali testimonianze però non furono prese in considerazione dalla giustizia italiana.
Due giorni dopo la condanna all'ergastolo per l'omicidio Ambrosoli, Sindona bevve un caffè avvelenato nel carcere di Voghera e morì dopo due giorni di agonia (si propende per l'ipotesi del suicidio).

## Omaggi postumi
Giorgio Ambrosoli non ebbe grandi riconoscimenti, nonostante il sacrificio estremo con cui aveva pagato la sua onestà e il suo zelo professionale. Secondo Carlo Azeglio Ciampi, «Ambrosoli era il cittadino italiano al servizio dello Stato che fa con normalità e semplicità il suo compito e il suo dovere». Giulio Andreotti ha invece dichiarato: «è una persona che in termini romaneschi "se l'andava cercando"», rivelando così indirettamente il suo mancato appoggio politico all'avvocato; in seguito, mutò la precedente affermazione dicendo di voler «fare riferimento ai gravi rischi ai quali il dottor Ambrosoli si era consapevolmente esposto con il difficile incarico assunto».
Il primo omaggio alla figura di Ambrosoli fu il libro di Corrado Stajano, intitolato Un eroe borghese. Dal libro è stato tratto nel 1995 il film omonimo diretto da Michele Placido. Due anni più tardi, nel 1997, furono raccolti per iniziativa del comune di Ghiffa in Ambrosoli. Nel rispetto di quei valori, con prefazione di Gherardo Colombo, la lettera-testamento, il ricordo della moglie Annalori e una serie di testimonianze (Marco Vitale, Giampaolo Pansa, Alberto Mazzuca, Umberto Ambrosoli, Maurizio De Luca, Corrado Stajano, Giuliano Turone, Silvio Novembre). Nel 2000 il comune di Milano, durante il primo mandato del sindaco Gabriele Albertini, dedicò una piccola piazza a Giorgio Ambrosoli in zona Corso Vercelli, e tre borse di studio.
Il Comune di Milano nel 2014 ha posto una targa in  via Morozzo della Rocca 1., luogo in cui abitava Ambrosoli e luogo in cui fu ucciso la targa così recita:
Milano, 17 ottobre 1933 – Milano, 11 luglio 1979
Medaglia d'oro al valor civile
"Commissario liquidatore di un istituto di credito, benché fosse oggetto di pressioni e minacce, assolveva all'incarico affidatogli con inflessibile rigore e costante impegno. Si espose, perciò, a sempre più gravi intimidazioni, tanto da essere barbaramente assassinato prima di poter concludere il suo mandato. Splendido esempio di altissimo senso del dovere e assoluta integrità morale, spinti sino all'estremo sacrificio.”
Carlo Azeglio Ciampi, Presidente della Repubblica – 12 luglio 1999
Milano, 19 MARZO 2014»
Nel 2009, Umberto Ambrosoli, figlio di Giorgio, anch'egli educato nella fede cattolica, tanto che i genitori lo avevano mandato a studiare presso i Padri Rosminiani di Domodossola, pubblicò Qualunque cosa succeda, ricostruzione della vicenda del padre «sulla base di ricordi personali, familiari, di amici e collaboratori e attraverso le agende del padre, le carte processuali e alcuni filmati dell'archivio RAI» (dalla quarta di copertina). Nello stesso anno è morto l'altro figlio, Filippo, a causa di un malore.
Nel 2014 Rai Uno manda in onda la mini-serie TV in due puntate "Qualunque cosa succeda. Giorgio Ambrosoli, una storia vera" per la regia di Alberto Negrin, con Pierfrancesco Favino nel ruolo del protagonista. Il film è tratto dall'omonimo libro, di cui esce nello stesso anno la seconda edizione, con postfazione della presidente RAI Annamaria Tarantola, che all'epoca dei fatti narrati lavorava in Banca d'Italia (di cui è stata anche vicedirettrice generale).
Nel 2015 il disegnatore Gianluca Buttolo pubblica per l'editore ReNoir Comics il fumetto La scelta, con prefazioni di Umberto Ambrosoli e Gianpaolo Carbonetto, che ripercorre le vicende legate alla figura del commissario liquidatore della Banca Privata Italiana fino al suo assassinio.
Il comune di Roma, durante il primo mandato del sindaco Walter Veltroni, gli dedicò un Largo, in zona Nomentana. Ad Ambrosoli hanno dedicato vie, piazze e larghi anche altri comuni, tra cui Acireale, Alessandria, Amelia, Arcene, Baronissi, Bologna, Bolzano, Catania, Cernusco sul Naviglio, Corbetta, Cornate d'Adda, Desio, Eboli, Firenze, Forlì, Fossano, Landriano, Monza, Nova Milanese, Portogruaro, Ravenna, Rodano, Reggiolo, Salerno, San Donato Milanese, Scanzorosciate, Scandicci, Seveso, Treviso, Varese, Volvera.
In occasione del 40º anniversario dell'uccisione, il comune di Montegridolfo ha ricordato la figura e l'insegnamento dell'avvocato Ambrosoli in Consiglio Comunale.
Il comune di Ghiffa (sul Lago Maggiore), dove Giorgio Ambrosoli è sepolto, ha dedicato all'avvocato milanese il proprio lungolago.
A Giorgio Ambrosoli sono intitolati:
- l'Associazione Civile Giorgio Ambrosoli, con sede a Milano, che promuove la Giornata della Virtù Civile
- l'Associazione Giorgio Ambrosoli Salerno, che tramanda l'esempio dell'Avvocato con iniziative culturali di stampo giuridico e sociale e cui si deve l'intitolazione di "Largo Giorgio Ambrosoli" a tre piazze: la prima, nel centrale quartiere Torrione, a Salerno; la seconda, alle spalle dell'importante Chiesa di San Bartolomeo, a Eboli (SA); la terza, a Baronissi (SA)
- l'Istituto Secondario Superiore in Viale della Primavera 207, Roma Centocelle
- la Scuola Primaria Statale in Via di Mantignano 154 Firenze
- la Scuola Media Statale in Via Bellini Vincenzo 106, Vicenza[35]
- la Scuola Media Statale di Tromello
- la biblioteca dell’Ordine degli Avvocati di Milano
- la Scuola di Formazione Forense della Facoltà di Giurisprudenza della Università degli Studi del Piemonte Orientale "Amedeo Avogadro" (Alessandria)
- l'Istituto Professionale di Stato per l'Industria e l'Artigianato di Codogno
- l'aula 311 di via Festa del Perdono dell'Università degli Studi di Milano
- un'aula d'udienza del Tribunale di Vallo della Lucania
- l'aula delle udienze penali del Tribunale di Trento (dedicata a Fulvio Croce e Giorgio Ambrosoli)
- l'aula 14 delle udienze (spesso dedicata alle procedure fallimentari) del Tribunale di Ravenna[36]
- l'aula magna del Liceo Scientifico e Classico Ettore Majorana di Desio
- il parco dinanzi alla entrata del palazzo di Giustizia di Arezzo
- un premio di laurea assegnato dal Comune di Milano
- una targa commemorativa nell'aula magna del Liceo classico Manzoni di Milano
- il presidio di "Libera" di Verbania
- il presidio di "Libera" di Arese
- il Centro Studi Sociali contro le mafie "Progetto San Francesco" di Cermenate (CO)
- un Largo all'interno di Villa Paganini in Roma
- la biblioteca civica del Comune di Reggiolo (RE)

## Filmografia

### Cinema
- Un eroe borghese, regia di Michele Placido (1995)

### Televisione
- Qualunque cosa succeda - miniserie TV, regia di Alberto Negrin (2014)
- Giorgio Ambrosoli - Il prezzo del coraggio - docu-drama, regia di Alessandro Celli (2019)

### Cortometraggi
- Servo di verità - regia di Gaetano Troiano (2017)[37]